# Lazianska vrchovina
Lazianska vrchovina  je geomorfologická část podcelku Vysoké Javorníky v pohoří Javorníky. Rozprostírá se na západním okraji pohoří v okolí Lysé pod Makytou a Lazov pod Makytou. 

## Polohopis
Území se nachází na západním okraji podcelku i celého pohoří Javorníky v okrese Púchov. Leží v moravsko - slovenském pohraničí, v okolí Lazov pod Makytou, které daly vrchovině název. Mimo této obce leží na jejím území lazy okolních obcí; Lysá pod Makytou, Lúky, Záriečie a Vydrná .  Na severu a východě navazuje Javornícka hornatina (část Vysokých Javorníků), na jihovýchodě krátkým úsekem sousedí s Javornickou brázdou (část Nízkých Javorníků ) a jižním směrem leží Kýčerská hornatina (podcelek Bílých Karpat ) a Lysianska brázda (část Vysokých Javorníků). Západní okraj vymezuje státní hranice. 
Západní okraj Javorníků patří do povodí Váhu, konkrétně do dílčího povodí Bielej vody. Tato řeka protéká Lazianskou vrchovinou od severu na jih a dále východním směrem k Púchovu a řece Váh. Nejvýznamnějšími přítoky jsou potoky Beňadín a Petrínovec. Jižním okrajem přes Lyský průsmyk vede důležitá silnice I / 49 z Púchova na Moravu, jakož i železniční trať Púchov - Horní Lideč. 

## Chráněná území
Jihozápadní část Javorníků patří částečně do Chráněné krajinné oblasti Kysuce, která zasahuje severní část vrchoviny. Zvláště chráněné oblasti se v této části Javorníků nenacházejí. 

## Turismus
Západní okraj Javorníků patří mezi turisticky atraktivnější oblasti, zejména z důvodu množství chat a chalup v tu ležících osadách. Obcí Lazy pod Makytou vede přístupová cesta do centra vrchu Kohútka (913 m n. m.). Oblíbené jsou výstupy na nedalekou Makytu (923 m n. m.) i k rozhledně Čubův kopec (720 m n. m.) Nad osadou Strelenka na moravské straně hranice.

### Turistické trasy
- žlutě značená stezka vede z obce Lazov pod Makytou na Makytu (923 m n. m.)
- zeleně značený chodník vede:
  - z Lazov pod Makytou, Křivé na Makytu
  - z Lazov pod Makytou, Křivé na rozcestí Portáš [3]